# Mujeres en la química

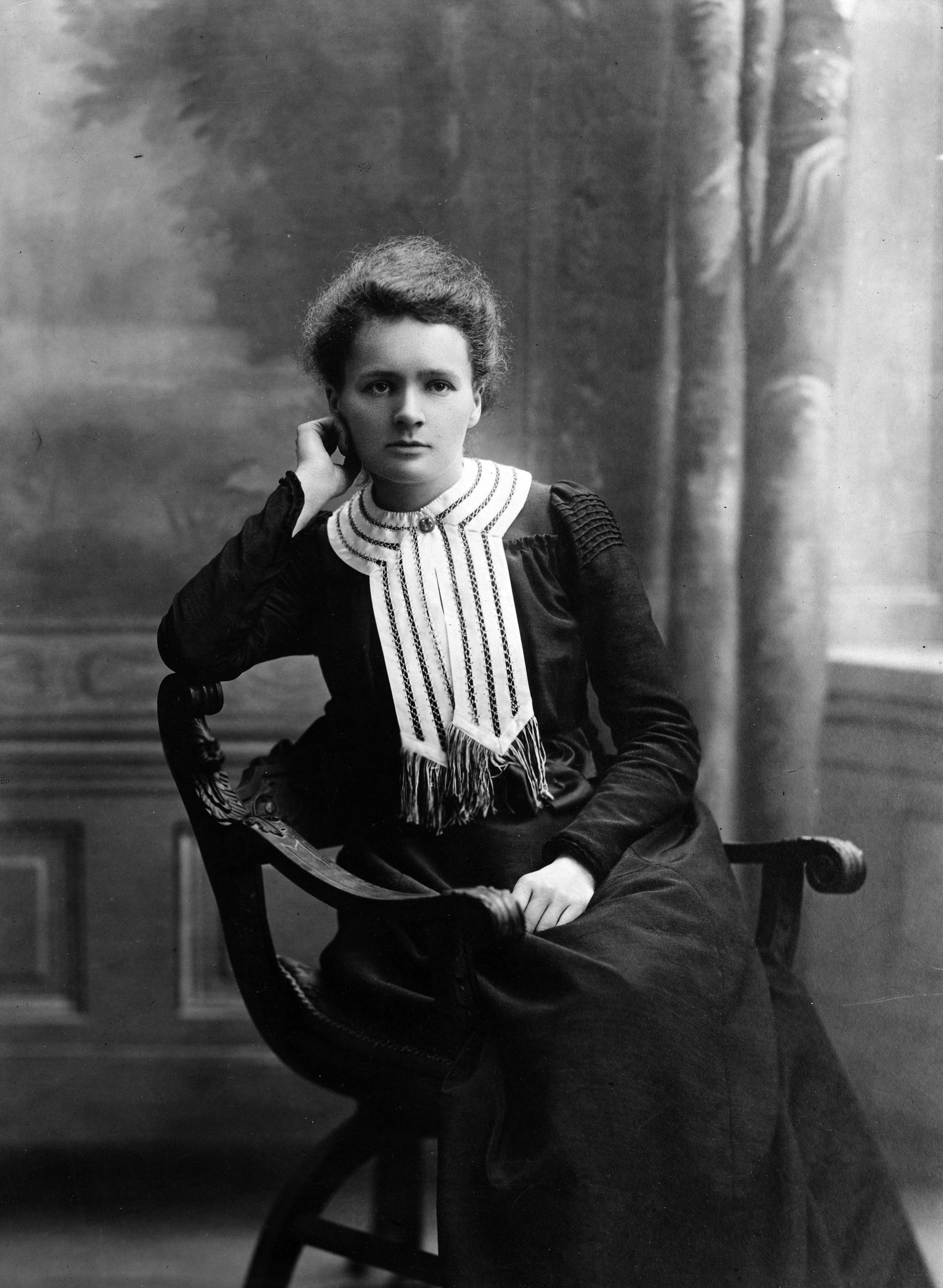
Maria Salomea Skłodowska-Curie, más conocida como Marie Curie, fue una física y química pionera en el campo de la radiactividad.

Las mujeres han participado en la química desde el inicio en la alquimia e incluso antes. La primera química registrada de la historia es Tapputi-Belatekalllim, en una tablilla de arcilla de Mesopotamia del 1200 a. C y era fabricante de perfumes. También se cree que la primera alquimista también fue una mujer, María la judía, que vivió en el siglo II a. C.en Alejandría, a la que se le atribuye la invención de dos dispositivos de destilación y el baño María. Las mujeres siguen participando en la era moderna, como Marie Curie, la primera mujer en ganar un premio nobel, en concreto de física en 1903 y química en 1911, y las ganadoras más recientes de este premio, que fueron Emmanuelle Charpentier y Jennifer Doudna en 2020.

## Antigüedad
Tapputi–Belatekallim
Tapputi-Belatekallim fue la primera química registrada de la historia. Aparece en una tablilla de arcilla de Mesopotamia que data alrededor del 1200 a. C., que menciona que Tapputi era una fabricante de perfumes de Assur. La tablilla también indica que escribió el primer tratado en perfumería, ahora perdido; que utilizó técnicas como la destilación, el macerado en frío, la tintura y la extracción de esencias, y que desarrolló técnicas utilizando solventes, como agua destilada y alcohol de grano para fabricar perfumes de mayor duración.
María la Judía
Se dice que María la Judía fue la primera alquimista. Vivió en Alejandría aproximadamente en el siglo II d. C., aunque sus obras originales se han perdido, su obra principal, Diálogos de María y Aros, fue citada por alquimistas posteriores, el primero de ellos, Zósimo de Panópolis entre los siglos III y IV d. C. En su obra describe operaciones que luego serían la base para la alquimia medieval, como instrucciones para la obtención de la piedra filosofal o la fabricación de oro, y se le atribuye la invención de dos dispositivos: el kerotakis y el tribikos, utilizados en la destilación, así como el procedimiento llamado baño maría.
Cleopatra la Alquimista
Fue una alquimista del Egipto romano que vivió en Alejandría en el siglo I o II d. C. No se debe confundir con Cleopatra VII, reina de la dinastía ptolemaica. Aparece en el Diálogo de Cleopatra del Libro de Komarios, en el que utiliza metáforas de la mitología egipcia para explicar procesos alquímicos, fue citada ampliamente en la literatura alquímica y algunos autores le atribuyen la invención del alambique. Según Zósimo de Panópolis, es una de las mujeres que conoce el secreto de la piedra filosofal junto con María la Judía.

## Edad Media
Perenelle flamel (1320-1397)
Perenelle Flamel fue una alquimista francesa, esposa de Nicolás Flamel, aunque se sabe muy poco sobre ella. No existen pruebas de que ella y Nicolás fueran alquimistas, aunque se sabe que financiaban la construcción de iglesias y hospitales. Su reputación como alquimistas es muy posterior y se debe al "Libro de figuras jeroglíficas" del siglo XVII en la cual destaca la introducción de Perenelle. La leyenda dice que ella fue inmortalizada por los poderes alquímicos.

## SigloXVI
Isabella Cortese
Fue durante el renacimiento en donde comienzan a aparecer textos impresos dedicados al arte de la alquimia escrito por mujeres. El más antiguo pertenece a Isabella Cortese el cual tiene el nombre de I Secreti (los secretos, 1561). Es muy poca la información bibliográfica conocida de Isabella que al parecer perteneció a la nobleza veneciana. En su obra afirma que aprendió las artes de la alquimia mientras viajaba por toda Europa Oriental, el interés de Isabella era la fabricación de perfumes, cosméticos, perlas artificiales, esencias y aceites. La obra de Isabella se introdujo a la llamada literatura de secretos el cual es una compilación de fórmulas y recetas de carácter alquímico.
Mary Sidney Herbert
Mary Sidney nació el 27 de octubre de 1561 en el Palacio de Tickenhill, Bewdley, Inglaterra. Recibió una formación que incluía música, bordado y lenguas clásicas como el francés y el italiano. Además de las artes, Mary tenía un laboratorio de química en Wilton House, donde desarrolló medicamentos. Dada la época sus trabajos eran una combinación de alquimia y farmacia. Por desgracia, Mary Sidney no escribió un diario, así que sus experimentos reales son desconocidos.
Marie le Jars de Gournay
Nacida en el seno de una familia Francesa y siendo todo un símbolo en la cultura francesa del siglo XVII, gran parte de su vida se dedicó a viajar, hacer traducciones y a redactar tratados poéticos sobre la igualdad entre hombres y mujeres. A los 50 años escribió La copie de la vie de la Demoiselle de Gournay, donde cuenta sus experimentos químicos. Algunas cosas que describe son como utilizaba algunas cantidades de oro, cobre, plomo, hierro, mercurio y estaño con el objetivo de estudiar su composición, algo que de igual manera llevaba a cabo con sales corrosivas como el vitriolo o los cloruros.

## SigloXVII
Margaret Cavendish
Margaret Cavendish Duquesa de Newcastle fue partícipe en discusiones sobre la materia y el movimiento, la existencia del vacío, la percepción y la formulación de las primeras teorías moleculares. Fue escritora de diez libros de lo que hoy llamamos física. Fue la primera mujer en ser aceptada en la Royal Society de Londres, logró asistir a una sesión de experimento de Robert Boyle en 1667. Su obra New Blazing World (1666) se considera la primera novela de ciencia ficción, y es además la primera obra firmada por una mujer en Europa.
Marie Meurdrac
Marie Meurdrac fue la autora de La Chymie charitable et facile en favour des dames (1665-1666) ofrece un amplio surtido de medicinas caseras y de productos para la belleza femenina, producidos en sus propias cocinas. La obra de Meurdrac es uno de los pocos tratados alquímicos que se consideran precursores de la química. La obra está dividida en seis partes y el tratado también incluye una tabla de símbolos alquímicos y otra de pesos. Fue tanto su éxito que tuvo cuatro ediciones en francés, seis en alemán y hasta una en italiano.

## SigloXVIII
Émilie du Châtelet (1706-1745)
Uno de los aportes más importantes a la química, se generaría por parte de la marquesa de Chatelet. Siempre tuvo una gran pasión por el estudio de las ciencias, después de un matrimonio con el marqués de Chatelet y tras el nacimiento de su tercer hijo, Émilie decide dedicar a la edad de 27 años su vida al estudio de las ciencias, estas actividades la hicieron notar entre la comunidad intelectual llevándola a recibir clases de matemáticas y física con los profesores más sobresalientes de aquella época, cuando la química aún no tenía el rango de ciencia con el que se lo conoce hoy en día. Durante esos años de estudio se reencuentra con un conocido de su juventud, Voltaire, comenzaron una relación en la que él se convertiría en su compañero, amante y admirador. Con la fortuna que Voltaire poseía lograron financiar la reconstrucción de la biblioteca en el castillo del marqués de Chatelet de Cirey. Émilie llegó a albergar más de 20 mil volúmenes y un gabinete en donde realizaba sus experimentos.
Uno de los primeros trabajos que Émilie realizó fue el estudio sobre la naturaleza del fuego, en el que concluye que el fuego no tiene peso. Además que allí se descubre la radiación infrarroja. Este estudio fue presentado ante la academia de las ciencias Francesas en 1937, sin embargo, no ganó el premio por parte de la academia. Voltaire tomaría este estudio para publicarlo años después, sería este mismo estudio del fuego el que sería de gran relevancia para los científicos de la época, el descubrimiento del oxígeno por parte del matrimonio Lavoisier y ayudando a la compresión de la teoría del calor por parte de Rumford.
Años después generó Lecciones de Física que se publicarían por su hijo en 1740, nunca se publicaron en academias y foros de saber, debido a que la comunidad intelectual lo impedía argumentando la condición de Émilie; ser mujer.
La obra a la que dedicó sus últimos años de vida sería la traducción de Principia Mathematica de Issac Newton. Émilie pierde la vida durante el nacimiento de su hijo con el poeta Saint Lambert, su obra es concluida y publicada por Voltaire, esta obra permitiría la difusión de las ideas de Newton en el continente, hecho crucial para la revolución científica.
Elizabeth Fulhame
Química inglesa de la que no se tiene mucho conocimiento sobre su biografía, se sabe que vivió en la segunda mitad del siglo XVII y que su marido era el doctor Thomas Fulhame. Ella es autora del libro Ensayo sobre la Combustión, publicado en 1794. En este libro se describen minuciosamente los experimentos relacionados con la reducción de sales metálicas en disolución junto con la teoría que los explica. Los experimentos descritos en su obra son repetidos por Rumford y comprueba su veracidad. Esto trajo para Elizabeth un gran reconocimiento en la comunidad química de aquella época, su obra fue traducida y publicada al alemán en 1798. También fue elegida como miembro honorario de la sociedad de química en Filadelfia en 1810.
En su obra definió a la oxidación como la unión del oxígeno con el cuerpo combustible, y la reducción como la vuelta al estado de combustible de los cuerpos oxigenados. Suponiendo además que en cualquier combustión el agua se descomponía.
Mary Amelia Swift (1786-1834) y Almira Lincoln Hart Phelps (1793-1884)
Ambas eran profesoras que tenían experiencia de primera mano sobre lo que podía atraer a los niños hacia la ciencia y el trabajo científico. Esto hace diferencia con los autores masculinos de libros, que por lo general son científicos que no tenían experiencia como docentes. Los estilos de ellas eran diferentes, Phelps era directa en sus presentaciones sobre hechos científicos y Swift empleaba el arte de la catequesis de preguntas y respuestas.

## SigloXIX
Para el estudio de la aportación a la química de las mujeres durante este periodo, la visión histórica no debe ser estrictamente institucional de modo que solo se tome en cuenta la educación formal ya que, de ser así, seríamos incapaces de abordar el problema de cómo las mujeres obtuvieron la educación en ciencias que les permitieron hacer contribuciones en el siglo XIX- ya que, a pesar de que las mujeres fueran admitidas en instituciones de educación superior- el acceso a las instituciones educativas formales era limitado, especialmente el acceso a las instituciones de educación superior en donde se ofrecían clases de niveles avanzados de ciencia. Así pues, el estudio de la contribución de las mujeres a la química incluye el estudio de las contribuciones de mujeres (individuales) a desarrollos científicos mayores, como es el caso de la aportación de Rosalind Franklin al estudio del ADN.
Un ejemplo de esto es la historia de Marie Anne Pierrette Paulze, esposa de Antoine Lavoisier, con quien compartió su pasión por la química, rama del conocimiento que juntos elevaron a la categoría de ciencia. Poco después de contraer matrimonio, Marie comenzó a interesarse por los experimentos de Lavoisier y para entenderlos recibió clases de química, primero impartidas por el propio Antoine, luego de sus colaboradores. También recibió clases de inglés y de dibujo que le sirvieron para traducir trabajos y dibujar esquemas. Una de las traducciones más significativas que realizó Marie fue la del Ensayo sobre el Flogisto, de Richard Kirwan, empleada por Antoine para desmontar la teoría del flogisto. En la obra Traité elemental de Chimie, se aprecian los grabados realizados por Marie, que incluyen diagramas detallados, realizados a escala, de los aparatos empleados en el laboratorio. Las 13 láminas están firmadas con el nombre de Paulze Lavoisier Sculpist. Marie no solo fue dibujante o traductora de Antoine, sino que fue su compañera de trabajo en el laboratorio.
A partir del siglo XIX, las mujeres fueron admitidas por primera vez en instituciones de educación superior y la ciencia comenzó a hacerse cada vez más profesionalizada y desarrolló su patrón actual de especialización y permanencia en las universidades. Mientras que el rango de ofertas académicas en el campo de la química en las universidades para varones se hizo más amplio y rico, con el apogeo de la Escuela Politécnica, la Escuela Normal Superior y la Academia de las Ciencias en Francia, la fundación de la Química Orgánica por Liebig en Alemania o la fundación del Massachusetts Institute of Technology en Estados Unidos; la mayor parte de la formación científica de las niñas y mujeres era impartida en casa. Y fue hasta la década de 1820, que las instituciones de educación superior para mujeres, así como academias y universidades mixtas fueron establecidas a lo largo de Estados Unidos.
En las universidades de educación mixta, establecidos en la década de 1830, las mujeres eran admitidas teniendo un rol “compensatorio” en donde se les asignaban labores domésticas como de limpieza, cocina y lavandería. Además, se esperaba que las mujeres contribuyeran al balance emocional y mental de los estudiantes varones. Así pues, la educación mixta en muchas universidades no implicaba en muchos casos que a las mujeres se les alentara a pensarse como colegas intelectuales de los hombres.
Con la apertura de universidades para mujeres en la segunda mitad del siglo XIX en Estados Unidos, se dio lugar a una nueva generación de mujeres científicas. Una de ellas fue Ellen Swallow Richards quien a los 25 años consiguió entrar en Vassar, una universidad para mujeres, en donde se licenció en química, aunque también realizó estudios importantes en astronomía y física. En 1868 fue admitida en el Massachusetts Institute of Technology (MIT) en donde, a pesar de realizar un trabajo de investigación original para obtener un doctorado, el MIT no le otorgó títulos, únicamente se le dio la oportunidad de enseñar y seguir estudiando. Al terminar sus estudios, trabajó como instructora de laboratorio, trabajo que llevaba a cabo sin obtener un sueldo lo que la obligó a buscar otros trabajos dentro de la institución como preparar y servir té y comidas o limpiar.
Ellen, además, creó y supervisó un laboratorio de química para señoritas en el MIT, empezó a hacer análisis en Boston estableciendo los estándares de calidad que luego se aplicarían en el resto de las ciudades estadounidenses, estudió los alcantarillados de la ciudad y propició su renovación para controlar la transmisión de enfermedades infecciosas, publicó en 1882 su obra "La química de la cocina y de la limpieza", entre otras destacables aportaciones a la aplicación de la química.
A pesar de la tropezada integración de las mujeres a las instituciones educativas, se fundaron seminarios con niveles educativos comparables a los que se impartían a los hombres como el de Mary Lyon, genetista británica que tuvo éxito en popularizar el estudio de las ciencias para las mujeres no solo a través de sus clases, sino también a través de sus muchos libros.

Otra química notable del siglo XIX, es Clara Immerwahr, química alemana y esposa del químico Fritz Haber con quien desarrolló el proceso Haber-Bosch (método efectivo para la síntesis de amoníaco que permitió una creciente producción de fertilizantes) con el cual Haber llegaría a conseguir un premio Nobel. Clara Immerwahr fue además la primera mujer en obtener un doctorado en química. Tras dar a luz a su hijo, se dedicó casi exclusivamente a las labores domésticas, lo que le provocaba un sentimiento de insatisfacción como se muestra en algunas de sus cartas:
Lo que Fritz ganó en esos ocho años, eso -y mucho más- he perdido yo, y todo lo que queda de mí me llena de la más absoluta insatisfacción […]

## De 1900 a la Segunda Guerra Mundial
En las primeras décadas del siglo XX el estudio dentro de una universidad no era algo muy fácil de conseguir para las mujeres, ya que se tenían que generar condiciones favorables para que esto se llevara a cabo y con esto dejar a un lado los prejuicios sociales que se adquirían. Para el ámbito científico esto se complicaba arduamente, ya que no se aceptaba la presencia de la mujer dentro de una ciencia compleja como la química.
Una de las mujeres más reconocidas dentro del ámbito de la química es Marie Curie, que fue una científica galardonada en dos ocasiones con el premio Nobel, en el año 1903 en la rama de física junto a su esposo Pierre Curie, y que derivado al descubrimiento de dos elementos químicos polonio y radio, y al demostrar que podía aislar el radio de forma pura y el estudio derivado de este elemento fue como logró conseguir su segundo premio Nobel en química en el año 1911, siendo la primera mujer en conseguir mencionado premio en este ámbito. Consiguió nuevamente un logro al ser la primera mujer en ejercer como profesora de la Universidad de París y ser la encargada de dirigir un laboratorio dentro de esta misma.
May Sybil Leslie (1887-1937) fue una mujer desafiante a los preceptos de esta época, se abrió paso a la excelencia científica al trabajar junto a Marie Curie y Ernest Rutherford. Su investigación consistía en generar datos sobre el torio, que posteriormente fueron publicados en diversos artículos.
Es reconocida por ser la única mujer en recibir un doctorado en la Universidad de Leeds durante la Primera Guerra Mundial y su aportación a esta por la optimización de fabricación de ácido nítrico a una escala industrial, favoreciendo la producción de explosivos de las municiones. Posteriormente trabajó como profesora en el departamento de Química en la Universidad de Leeds y se dedicó a la investigación científica. Como ocurre en muchas ocasiones su trabajo quedó en el olvido por mucho tiempo hasta que Geoff Rayner-Canham y Marelene Rayner-Canham realizaron un estudio sobre las mujeres pioneras en la ciencia nuclear y de igual manera se mencionó su aportación en la guerra en el libro de Michael Freemantle: The Chemists' War: 1914-1928.
Se ha descubierto que durante la Primera Guerra Mundial se asociaron un número bastante amplio de mujeres que cursaban estudios relacionados con la química dentro de la Universidad de Aberdeen ubicada en Escocia y que, al concluir esta guerra, este número se vio reducido drásticamente.
En el año de finalización de la Primera Guerra Mundial Lise Meitner y Otto Hahn, descubrieron el efecto Auger y un isotopo del protactinio al llevarse a cabo su desintegración radiactiva.
Y entre los años 1932 y 1933 Lise Meitner halló un positrón, una antipartícula del electrón, que favoreció el entendimiento del espectro gamma y beta, así como las partículas alfa de un largo alcance. Siendo una mujer que recibió el reconocimiento de su labor al nombrar el elemento químico 109 en su honor como meitnerio (Mt).
Para el año de 1919 Ida Tacke-Noddack fue una de las primeras mujeres alemanas en obtener un doctorado debido a la investigación sobre Anhídridos de ácidos grasos alifáticos de cadena larga, en donde la Universidad Técnica de Berlín le dio merecida concesión. Más adelante en 1925 descubrió en colaboración con su esposo Walter Noddack, el elemento químico llamado renio considerado un elemento raro y uno de los últimos en encontrarse de forma natural.
Llegado el año de 1934 Ida Tacke-Noddack propuso el proceso de fisión nuclear pero al no ser reconocida de buena manera por ser una mujer científica hicieron caso omiso a su investigación, lo que les dio a Lise Meitner y Otto Hahn el mérito de este descubrimiento en el año 1939. Además, esta mujer fue nominada 3 veces al premio Nobel de Química pero en ninguna ocasión logró ganar.
En 1935 Irène Joliot-Curie, hija de Marie Curie, logró ganar un premio nobel de Química junto a su esposo Frédéric Joliot, al descubrir que la radiactividad artificial era posible para producir elementos radiactivos provocando un avance para la época y para aplicaciones en el ámbito médico.
Por consiguiente, Irène consiguió ser subsecretaria de estado para la investigación científica y con esto accedió a una cátedra, congeniando su vida laboral con su maternidad sin ningún percance. Un claro ejemplo para la vida de este tiempo en donde se consideraba que las mujeres no podían tener una labor profesional y reconocimiento en la misma por el simple hecho de tener que encargarse del cuidado de los hijos.
En el año de 1939 a Marguerite Perey se le otorgó el hallazgo del último elemento descubierto de manera natural, llamándolo francio por el hecho de tratarse de su país procedente. Con este logro consiguió ser la primera mujer integrante de la Academia de Ciencias Francesa.

## Desde la Segunda Guerra Mundial a la actualidad
Es inmensa la cantidad de científicos de origen judío que tuvieron que tuvieron que huir de la Alemania Nazi para seguir ejerciendo, un claro ejemplo es el de la austriaca Marietta Blau (1894-1970) quien se estableció durante el holocausto en territorio mexicano, obteniendo una plaza en 1938 en el Instituto Politécnico Nacional con ayuda de Albert Einstein quien la recomendó al por entonces director fundador Juan de Dios Batiz. Blau publicó 81 artículos a lo largo de su carrera profesional, destacándose en las ciencias fisicoquímicas por ser pionera en la aplicación del método fotográfico para el registro de partículas subatómicas, trabajo que le valió 2 nominaciones al Nobel de Física.
La química como ciencia fue ganando terreno en la unificación con otras ciencias como la medicina, en 1950 Thérèse Tréfouël junto a su esposo Jacques fueron nominados al Nobel de Química por el descubrimiento de una nueva clase de agentes antibacterianos, las sulfonamidas. Thérèse fue asignada directora de laboratorio del Institut Pasteur en Francia en el año de 1955. Otro ejemplo es el de Martha Chase, quien junto a Alfred Hershey realizaron experimentos en 1952 con el fago T2 para demostrar si el ADN es la base del material genético, dicho método se conoce actualmente como el experimento de Hershey y Chase. Alfred Hershey ganó el Nobel de Fisiología o Medicina en 1969 por los descubrimientos relacionados con las estructuras genéticas de los virus, premio que no fue otorgado a Chase.
Sin embargo, ninguno de los trabajos de las científicas antes mencionadas fue tan relevante en su época como el de Gerty Theresa Cori, ganadora del premio Nobel de Fisiología y Medicina en 1947, fue la tercera mujer en obtener un premio Nobel en una disciplina científica, años después de los obtenidos por Marie e Irene Curie. Es importante mencionarla en la historia de las mujeres en la química ya que su línea de investigación se centró en el mecanismo por el cual el glucógeno se convierte en ácido láctico en el tejido muscular y luego es almacenado como una fuente de energía. Este descubrimiento amplió la aplicación de la bioquímica en la medicina de la época.
Otra científica que aunque no se desarrolló dentro de la disciplina, contribuyó de manera indirecta fue María Goeppert-Mayer, quien ganó el Premio Nobel de Física en 1963 por proponer el modelo de capas nucleares, teoría que describe la estructura interna del núcleo. El modelo de capas nucleares fue un precedente para la creación de una nueva rama de la química: la química nuclear.
A pesar de que, desde Marie Curie, ninguna mujer había conseguido el Nobel de Química, esta tendencia fue rota por la científica inglesa Dorothy Crowfoot Hodgkin, cuyo trabajo de investigación es relevante para muchas disciplinas como la Medicina, la farmacología y la bioquímica. Crowfoot desarrolló la técnica de difracción de rayos X y la aplicó en la búsqueda de las estructuras de moléculas orgánicas y biológicas complejas, destaca la determinación de la penicilina y la vitamina B12 en 1945 y 1954 respectivamente. Por este trabajo fue galardonada en 1964 con el Premio Nobel de Química, aunque posteriormente en 1969 con el descubrimiento de la estructura cristalina de la insulina pudo ser perfectamente galardonada nuevamente. Ese galardón fue el último otorgado para una química en el siglo XX.
Con la llegada del nuevo milenio, cuatro mujeres han ganado el premio. Ada E. Yonath, formada educativamente en la Universidad Hebrea de Jerusalén en su natal Israel, fue condecorada con el Nobel de Química en el año 2009 por realizar un trabajo pionero sobre la estructura y función del ribosoma junto a sus colegas estadounidenses Thomas Steitz y Venkatraman Ramakrishnan. Años más tarde en 2016 Frances Arnold, científica estadounidense nacida en Pittsburgh en 1956.

## Químicas en Latinoamérica
La contribución y participación de las mujeres en la ciencia en América Latina ha aumentado notablemente, ya que en México el 40 % de las mujeres se gradúan en Ciencias Químicas, tales como (Ingeniería Química, QFB, Química en alimentos, etc). Sin embargo, cabe señalar que el 20 % del quehacer científico a nivel mundial es realizado por mujeres, y en México las mujeres representan alrededor del 38 % de los científicos registrados ante el Sistema Nacional de Investigadores (SNI), y de este 38 % el 13 % se dedican a las áreas de STEM.
En este siglo XXI varias mujeres se han destacado por sus investigaciones en el área de las ciencias químicas, a continuación se mencionan algunas:
- Hilda Elisa Garay Pérez: Originaria de Cuba, y ganadora en la categoría “Líder de la Industria” en el 34.º Congreso Latinoamericano de Química (CLAQ 2020). El premio reconoce a una persona que trabaja en la industria química cuya investigación e innovaciones creativas han llevado a descubrimientos que contribuyeron al éxito comercial y al bien de la comunidad y la sociedad. Garay Pérez es reconocida por su trabajo en la síntesis química de péptidos y sus modificaciones, en particular, por el desarrollo de péptidos terapéuticos para el cáncer, COVID, enfermedades infecciosas, trastornos autoinmunes y como vacunas terapéuticas y profilácticas.
- Clarissa Piccinin Frizzo: Originaria de Brasil, y ganadora en la categoría de “Líder Emergente en Química” en el 34.º Congreso Latinoamericano de Química (CLAQ 2020); también fue galardonada como “Líder Emergente en Química” y Ciencias Relacionadas en los premios Mujeres Brasileñas en Química en 2018. Se la reconoce por su liderazgo en el diseño, síntesis y caracterización de las propiedades físicas de los líquidos iónicos y su aplicación como biomateriales.
- Marta Irene Camada: Originaria de Argentina, y ganadora en la categoría “Líder Académico” en el 34º Congreso Latinoamericano de Química (CLAQ 2020). El premio reconoce a un académico establecido que ha realizado una contribución importante con un impacto global y social en la investigación científica en química o una ciencia relacionada. Litter es reconocida por su trabajo en nuevas tecnologías para la remoción de metales del agua a través de estudios de procesos avanzados de reducción-oxidación.[23]

### Premio Nacional de Química Andrés Manuel del Río
El Premio Nacional de Química Andrés Manuel del Río, es un reconocimiento mexicano que se entrega anualmente por la Sociedad Química de México, A. C. a los profesionistas que han contribuido y destacado en este ramo de la ciencia en el país, este premio se instauró en 1964 y a partir de ese entonces, solamente 12 mujeres lo han ganado.
- 1983 Sánchez Quintanar de Jiménez Estela
- 1987 Rius de Belausteguigoitia Pilar
- 1987 Santos de Flores Elvira
- 1988 Chow Pangtay Susana
- 1988 Rodríguez Hahn Lydia
- 1991 Sotelo López Ángela
- 1997 Ruíz Azuara Lena
- 2003 Dosal Gómez Ma. Antonia
- 2012 Leyva Ramos, Elisa
- 2015 Burillo Amezcua Sofía Guillermina
- 2016 Santillán Baca, Rosa Luisa
- 2021 Vargas Rodríguez, Yolanda Marina[24]